# Simon Rigollier de Parcey
Simon Rigollier de Parcey est un homme politique français né le 1er janvier 1795 à Dijon (Côte-d'Or) et décédé le 30 octobre 1861 à Villette (Jura).
Propriétaire, maire de Dole en 1837, conseiller général, il est député du Jura de 1839 à 1848, siégeant dans la majorité soutenant la Monarchie de Juillet.

## Sources
- « Dictionnaire des parlementaires français de 1789 à 1889 (Adolphe Robert, Edgar Bourloton et Gaston Cougny) », sur gallica BNF (consulté le 6 décembre 2013)